# Shiosai
Le Shiosai (しおさい) est un train express existant au Japon et exploité par la compagnie JR East, qui relie la ville de Tokyo à la ville de Chōshi sur la côte Pacifique. Son nom fait référence au bruit des vagues.

## Gares desservies
Le Shiosai circule de la gare de Tokyo à la gare de Chōshi en empruntant la ligne Sōbu.
| Nom des gares |
| ------------- |
| Tokyo         |
| Kinshichō     |
| Funabashi*    |
| Chiba         |
| Yotsukaidō*   |
| Sakura        |
| Yachimata     |
| Narutō        |
| Yokoshiba     |
| Yōkaichiba    |
| Asahi         |
| Iioka         |
| Chōshi        |

Les gares marquées d'un astérisque ne sont pas desservies par tous les trains.

## Matériel roulant
Les services Shiosai sont effectués par des rames séries E257-500 et E259. Dans le passé, ils ont été effectués par les séries 183 et 255.

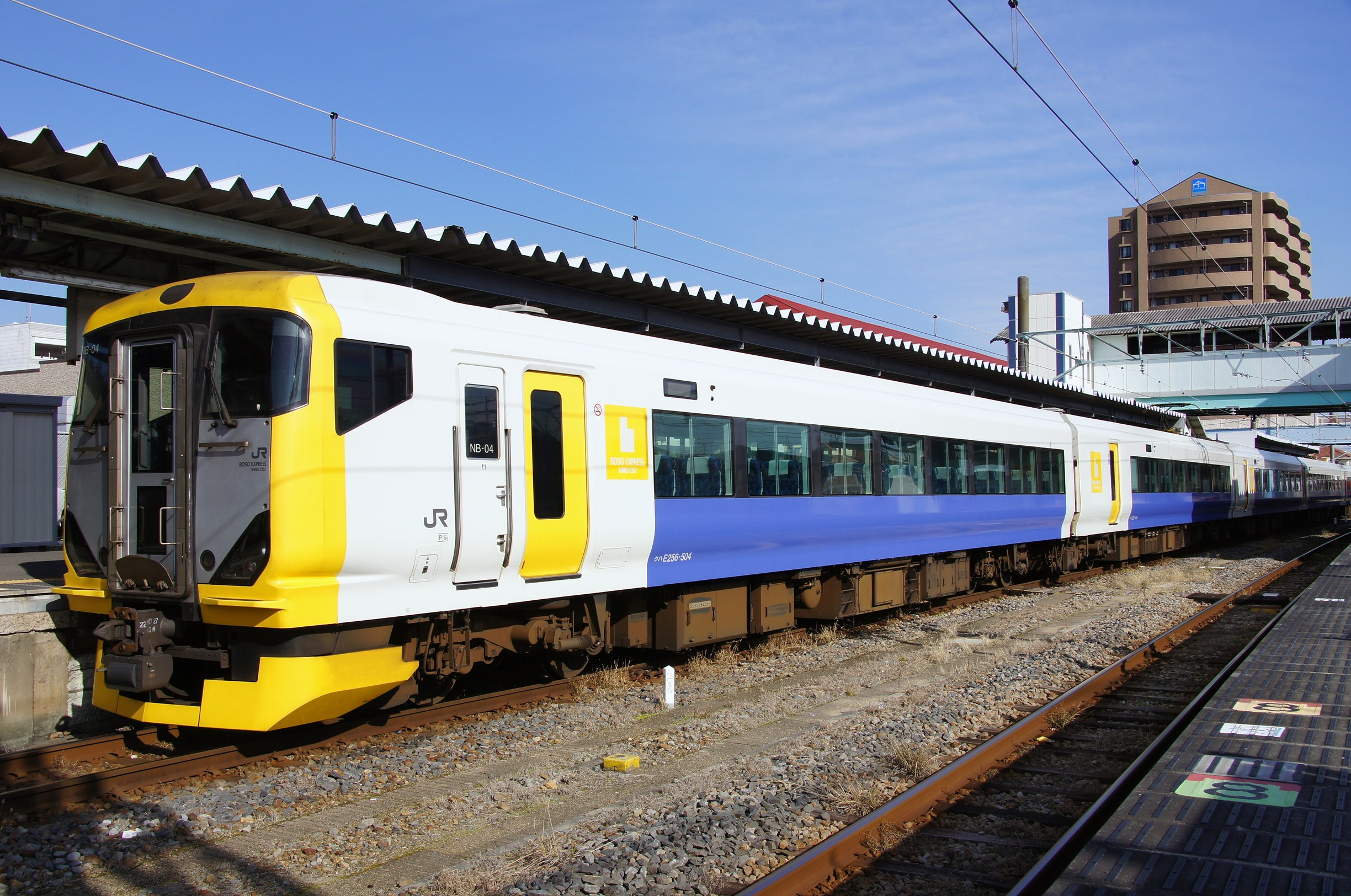
Série E257-500
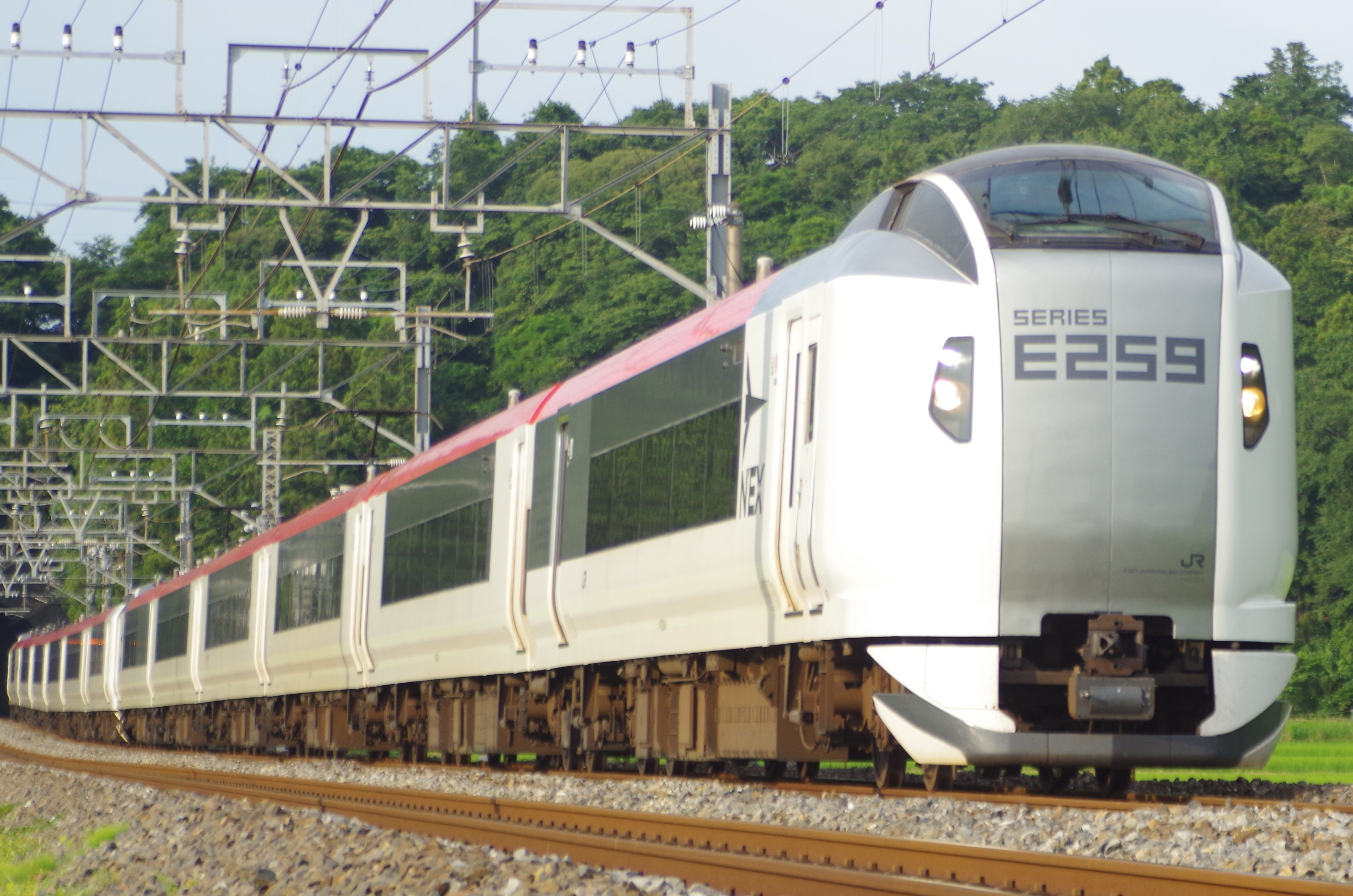
Série E259
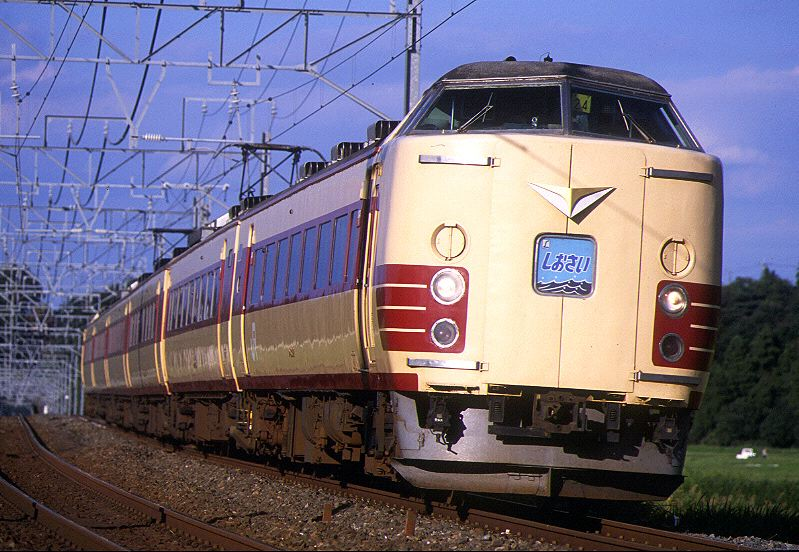
Série 183
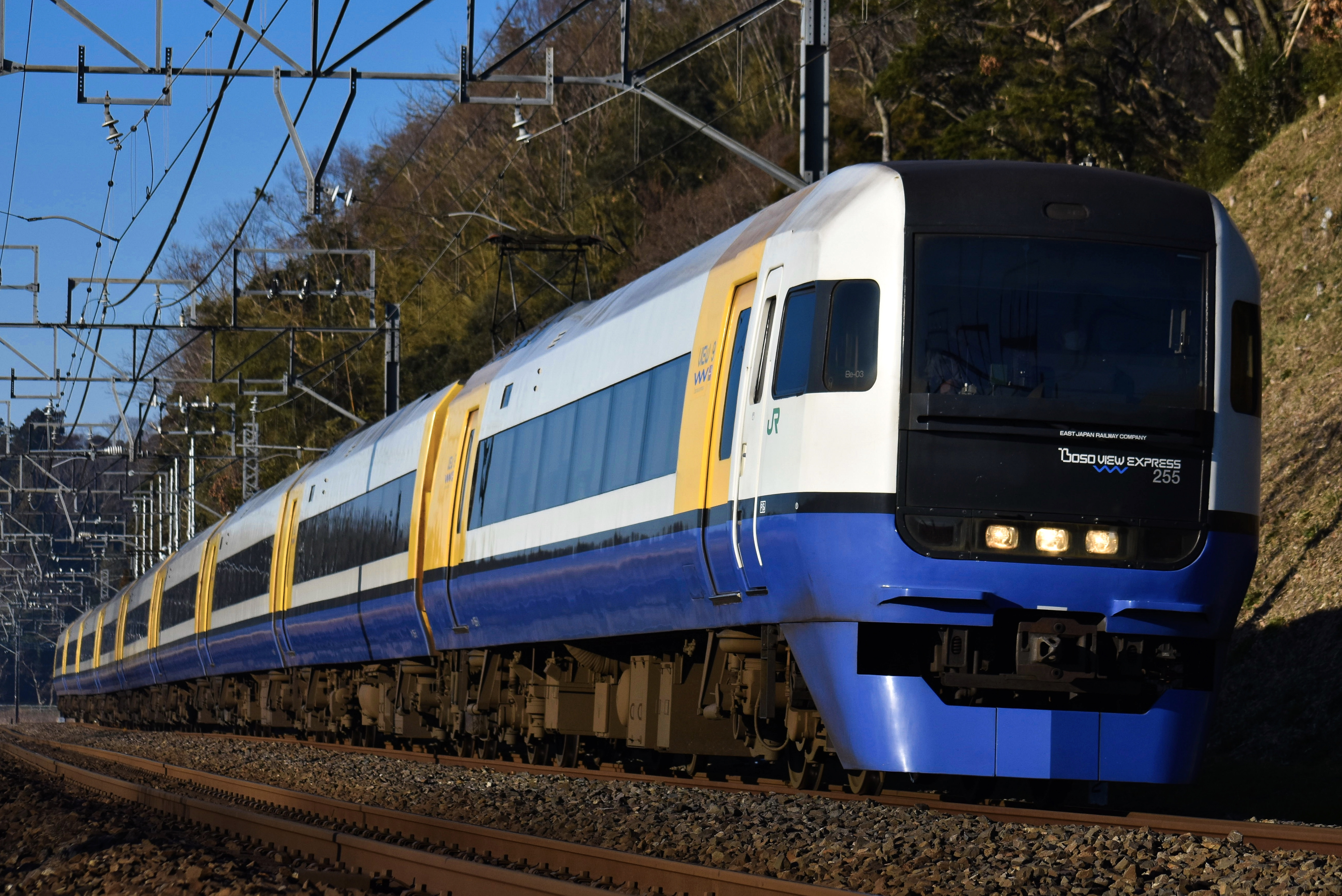
Série 255

## Composition des voitures
- Série E257-500 :

| N° de voiture | 1       | 2       | 3       | 4       | 5       |
| Classe        | Réservé | Réservé | Réservé | Réservé | Réservé |

- Série E259 :

| N° de voiture | 1       | 2       | 3       | 4       | 5       | 6     |
| Classe        | Réservé | Réservé | Réservé | Réservé | Réservé | Green |